# Asociación Británica e Irlandesa de Zoos y Acuarios
La Asociación Británica e Irlandesa de Zoos y Acuarios (British and Irish Association of Zoos and Aquariums) (BIAZA) o Federación de zoológicos y acuarios de Gran Bretaña e Irlanda es una organización dedicada a la conservación, educación e investigación de la vida salvaje.
Fue fundada en 1966 por la comunidad de zoológicos y acuarios para establecer los principiosy prácticas de manejo de animales dentro de las islas británicas. Hoy en día BIAZA representa a la comunidad de zoos y acuarios de estos países.
BIAZA es miembro a su vez de WAZA y EAZA.